# Nou Front Popular
El Nou Front Popular (NFP) és una àmplia aliança electoral de partits polítics francesos d'esquerra presentada públicament el 10 de juny de 2024 en resposta a la convocatòria anticipada de les eleccions legislatives de 2024. Rep el nom en honor al Front Popular que va governar a França entre 1936 i 1938. Ha estat criticada per altres formacions polítiques pel seu «antisemitisme» i la seva manca de crítica a Hamàs.
El 16 de febrer de 2025, Jean-Luc Mélenchon, líder de La França Insubmisa va afirmar que ja no eren aliats del Partit Socialista atès que aquest havia salvat en diverses ocasions el govern de François Bayrou.

## Formació
L'NFP reuneix Els Ecologistes, La França Insubmisa, el Partit Comunista Francès, el Partit Socialista, el Nou Partit Anticapitalista i més partits d'esquerra presents a l'estat francès, alhora que promou una mobilització de les forces sindicals i de les associacions de la societat civil.

Partit de la coalició que nomina el candidat per circumscripció per a les eleccions de 2024:
La França Insubmisa (229)
Partit Socialista (175)
Els Ecologistes (92)
Partit Comunista (50)
Independents i Regionalistes (31)

A més de l'acord de govern, calia distribuir les 577 circumscripcions electorals en joc durant les eleccions legislatives del 30 de juny i el 7 de juliol entre els diferents partits d'aquesta aliança d'esquerres.
La distribució de les circumscripcions es va fer sobre la base dels resultats de les eleccions legislatives de 2022 i de les eleccions al Parlament Europeu de 2024. Això va fer que el Partit Socialista augmentés les circumscripcions assignades, de 70 el 2022 a 175 el 2024. En canvi, La França Insubmisa va passar de 330 a 229. Un altre dels partits que va patir pèrdues, encara que en menor mesura, va ser Els Ecologistes, ja que van passar de 100 a 92. L'últim dels grans partits de la coalició, el Partit Comunista, es va mantenir en 50. La resta de circumscripcions, sobretot les d'ultramar, es van distribuir entre els partits regionalistes i independents de la coalició.
| Partit                       | Partit                       | Partit                                                 | Sigles                       | Ideologia                                                                             | Posició política             | Líder/s                             |
| La França Insubmisa i aliats | La França Insubmisa i aliats | La França Insubmisa i aliats                           | La França Insubmisa i aliats | La França Insubmisa i aliats                                                          | La França Insubmisa i aliats | La França Insubmisa i aliats        |
| ---------------------------- | ---------------------------- | ------------------------------------------------------ | ---------------------------- | ------------------------------------------------------------------------------------- | ---------------------------- | ----------------------------------- |
|                              |                              | França Insubmisa                                       | LFI                          | - Socialisme democràtic - Ecosocialisme - Ecologisme - Populisme d'esquerra           | Esquerra a extrema esquerra  | Jean-Luc Mélenchon                  |
|                              |                              | Partit d'Esquerra                                      | PG                           | - Socialisme democràtic - Marxisme llibertari - Socialisme científic - Republicanisme | Esquerra                     | Éric Coquerel                       |
|                              |                              | Ensemble!                                              | E!                           | - Socialisme - Ecosocialisme                                                          | Esquerra                     | Lideratge col·lectiu                |
|                              |                              | Picardie Debout                                        | PD                           | - Populisme d'esquerra - Proteccionisme                                               | Esquerra                     | François Ruffin                     |
|                              |                              | Révolution écologique pour le vivant                   | REV                          | - Veganisme - Ecologisme                                                              | Esquerra                     | Aymeric Caron                       |
|                              |                              | Parti ouvrier indépendant                              | POI                          | - Internacionalisme - Socialisme - Euroescepticisme - Trotskisme                      | Esquerra a extrema esquerra  | Lideratge col·lectiu                |
|                              |                              | Rézistans Égalité 974                                  | RÉ974                        | - Socialisme democràtic - Regionalisme                                                | Esquerra a extrema esquerra  | Jean-Hugues Ratenon                 |
|                              |                              | Péyi-A                                                 | Péyi-A                       | - Independentisme                                                                     | Centreesquerra a esquerra    | Jean-Philippe Nilor Marcelin Nadeau |
|                              |                              | Gauche écosocialiste                                   | GES                          | - Ecosocialisme                                                                       | Esquerra                     | Lideratge col·lectiu                |
|                              |                              | Gauche démocratique et sociale                         | GDS                          | - Socialisme democràtic                                                               | Esquerra                     | Gérard Filoche                      |
|                              |                              | Pour une écologie populaire et sociale                 | PEPS                         | - Ecosocialisme                                                                       | Extrema esquerra             | Lideratge col·lectiu                |
| Els ecologistes i aliats     |                              |                                                        |                              |                                                                                       |                              |                                     |
|                              |                              | Els Ecologistes                                        | LE                           | - Política verda - Federalisme europeu                                                | Centreesquerra a esquerra    | Marine Tondelier                    |
|                              |                              | Génération·s                                           | G·s                          | - Socialisme democràtic - Ecosocialisme - Europeisme                                  | Esquerra                     | Benoît Hamon                        |
|                              |                              | Alternativa Alsaciana                                  | AA                           | - Socialisme democràtic - Regionalisme                                                | Esquerra                     |                                     |
|                              |                              | Génération écologie                                    | GE                           | - Política verda - Ecofeminisme                                                       | Esquerra                     | Delphine Batho                      |
|                              |                              | Ensemble Sur Nos Territoires                           | ET                           | - Política verda - Regionalisme                                                       | Esquerra                     | Ronan Dantec                        |
|                              |                              | Heiura-Les Verts                                       | Heiura                       | - Política verda                                                                      | Esquerra                     | Jacky Bryant                        |
| Partit Socialista i aliats   |                              |                                                        |                              |                                                                                       |                              |                                     |
|                              |                              | Partit Socialista                                      | PS                           | - Socialdemocràcia - Europeisme                                                       | Centreesquerra               | Olivier Faure                       |
|                              |                              | Plaça Pública                                          | PP                           | - Socialdemocràcia                                                                    | Centreesquerra               | Aurore Lalucq                       |
|                              |                              | Paris en Comú                                          | PeC                          | - Socialdemocràcia - Ecosocialisme                                                    | Centreesquerra a esquerra    | Anne Hidalgo                        |
|                              |                              | Partit Progressista Democràtic Guadalupeny             | PPDG                         | - Socialdemocràcia                                                                    | Centreesquerra a esquerra    | Jacques Bangou                      |
|                              |                              | Partit Socialista Guaianès                             | PSG                          | - Socialisme democràtic - Autonomisme                                                 | Esquerra                     | Marie-Josée Lalsie                  |
|                              |                              | Moviment Popular Franciscà                             | MPF                          | - Regionalisme                                                                        | Esquerra                     | Maurice Antiste                     |
|                              |                              | Partit Progressista Martiniquès                        | PPM                          | - Socialisme democràtic - Autonomisme                                                 | Esquerra                     | Didier Laguerre                     |
|                              |                              | Construir el país Martinica                            | BPM                          | - Nacionalisme d'esquerres                                                            | Esquerra                     | Pierre Samot                        |
|                              |                              | El Progrés                                             | LP                           | - Socialdemocràcia - Regionalisme                                                     | Centreesquerra               | Patrick Lebreton                    |
| Partit Comunista i aliats    |                              |                                                        |                              |                                                                                       |                              |                                     |
|                              |                              | Partit Comunista Francès                               | PCF                          | - Comunisme - Eurocomunisme - Marxisme - Ecosocialisme - Feminisme marxista           | Esquerra                     | Fabien Roussel                      |
|                              |                              | Humains et signes                                      | HeD                          | - Socialisme democràtic                                                               | Esquerra                     | Muriel Ressiguier                   |
|                              |                              | Gauche républicaine et socialiste                      | GRS                          | - Socialisme                                                                          | Esquerra                     | Emmanuel Maurel                     |
|                              |                              | Les Radicaux de Gauche                                 | LRDG                         | - Radicalisme - Socialisme                                                            | Centreesquerra               | Stéphane Saint-André                |
|                              |                              | L'Engagement                                           | L'E                          | - Socialisme                                                                          | Centreesquerra a esquerra    | Arnaud Montebourg                   |
|                              |                              | Moviment Republicà i Ciutadà                           | MRC                          | - Gaullisme                                                                           | Esquerra                     | Jean-Luc Laurent                    |
|                              |                              | Pour La Réunion                                        | PLR                          | - Socialisme democràtic                                                               | Esquerra                     | Huguette Bello                      |
|                              |                              | Tavini Huiraatira                                      | TH                           | - Nacionalisme d'esquerres - Independentisme                                          | Centreesquerra a esquerra    | Oscar Temaru                        |
|                              |                              | Partit Comunista Martiniquès                           | MCP                          | - Comunisme - Autonomisme                                                             | Esquerra                     | Georges Erichot                     |
|                              |                              | Partit Comunista Reunionès                             | PCR                          | - Comunisme - Regionalisme                                                            | Esquerra                     | Élie Hoarau                         |
|                              |                              | Moviment de Descolonització i d'Emancipació Social     | MDES                         | - Marxisme - Nacionalisme d'esquerres                                                 | Esquerra                     | Fabien Canavy                       |
|                              |                              | Partit Comunista Guadalupeny                           | PCG                          | - Comunisme - Autonomisme                                                             | Esquerra                     | Alain-Félix Flémin                  |
|                              |                              | Moviment Independentista Martiniquès                   | MIM                          | - Nacionalisme d'esquerres                                                            | Esquerra                     | Alfred Marie-Jeanne                 |
|                              |                              | Reagrupament Democràtic Martiniquès                    | RDM                          | - Socialdemocràcia - Autonomisme                                                      | Esquerra                     | Claude Lise                         |
| Altres                       |                              |                                                        |                              |                                                                                       |                              |                                     |
|                              |                              | Nou Partit Anticapitalista                             | NPA–A                        | - Socialisme - Anticapitalisme                                                        | Extrema esquerra             | Lideratge col·lectiu                |
|                              |                              | Nouvelle Donne                                         | ND                           | - Progressisme                                                                        | Centreesquerra a esquerra    | Arnaud Lelache                      |
|                              |                              | Mouvement des progressistes                            | MdP                          | - Progressisme                                                                        | Centreesquerra a esquerra    | François Béchieau                   |
|                              |                              | Allons enfants                                         | AE                           | - Socioliberalisme                                                                    | Centreesquerra               | Félix David-Rivière                 |
|                              |                              | Partit Radical d'Esquerra                              | PRG                          | - Socioliberalisme - Radicalisme                                                      | Centreesquerra               | Guillaume Lacroix                   |
|                              |                              | Citoyenneté, action, participation pour le xxie siècle | Cap21                        | - Liberalisme verd                                                                    | Centreesquerra               | Corinne Lepage                      |
|                              |                              | Unió Democràtica de Bretanya                           | UDB                          | - Nacionalisme d'esquerres - Nacionalisme bretó                                       | Esquerra                     | Tifenn Siret                        |
|                              |                              | Euskal Herria Bai                                      | EHBai                        | - Esquerra abertzale                                                                  | Esquerra                     | Nikolas Blain                       |

## Resultats electorals
El Nou Front Popular va aconseguir el nombre més gran de diputats a l'Assemblea Nacional en les Eleccions legislatives franceses de 2024 però malgrat nombrosos intents d'acord entre els quatre partits, la divisió ha anat en augment fins que La França Insubmisa va rebutjar la proposta de Laurence Tubiana com a primera ministra, que havien realitzat els altres socis de la coalició.
| Eleccions legislatives franceses | Eleccions legislatives franceses | Eleccions legislatives franceses | Eleccions legislatives franceses | Eleccions legislatives franceses | Eleccions legislatives franceses | Eleccions legislatives franceses | Eleccions legislatives franceses | Eleccions legislatives franceses |
| Any                              | Lider                            | 1a volta                         | %                                | 2a volta                         | %                                | Escons                           | +/–                              | Govern                           |
| -------------------------------- | -------------------------------- | -------------------------------- | -------------------------------- | -------------------------------- | -------------------------------- | -------------------------------- | -------------------------------- | -------------------------------- |
| 2024                             | Col·lectiu                       | 8.974.463                        | 27,99 / 100                      | 7.005.499                        | 25,68 / 100                      | 178 / 577                        | 47                               |                                  |